# Daniel Cardoso
Daniel Antonio Cardoso (Johannesburg, 6 ottobre 1988) è un calciatore sudafricano di origini portoghesi, difensore del Sekhukhune United e della nazionale sudafricana.